# Don Zeno - L'uomo di Nomadelfia
Don Zeno - L'uomo di Nomadelfia è una miniserie televisiva italiana del 2008.

## Descrizione
La fiction ha anche il titolo alternativo L'uomo di Nomadelfia - Don Zeno Saltini, ed è composta da 2 puntate. Scritta da Nicola e Giuseppe Badalucco e Franca De Angelis per la regia di Gianluigi Calderone, interpretata da Giulio Scarpati, in onda su Rai 1 il 27 e il 28 maggio 2008. Il film è dedicato alle opere di bene di don Zeno Saltini, il fondatore della comunità di Nomadelfia sorta in provincia di Modena nel 1933.

## Riprese

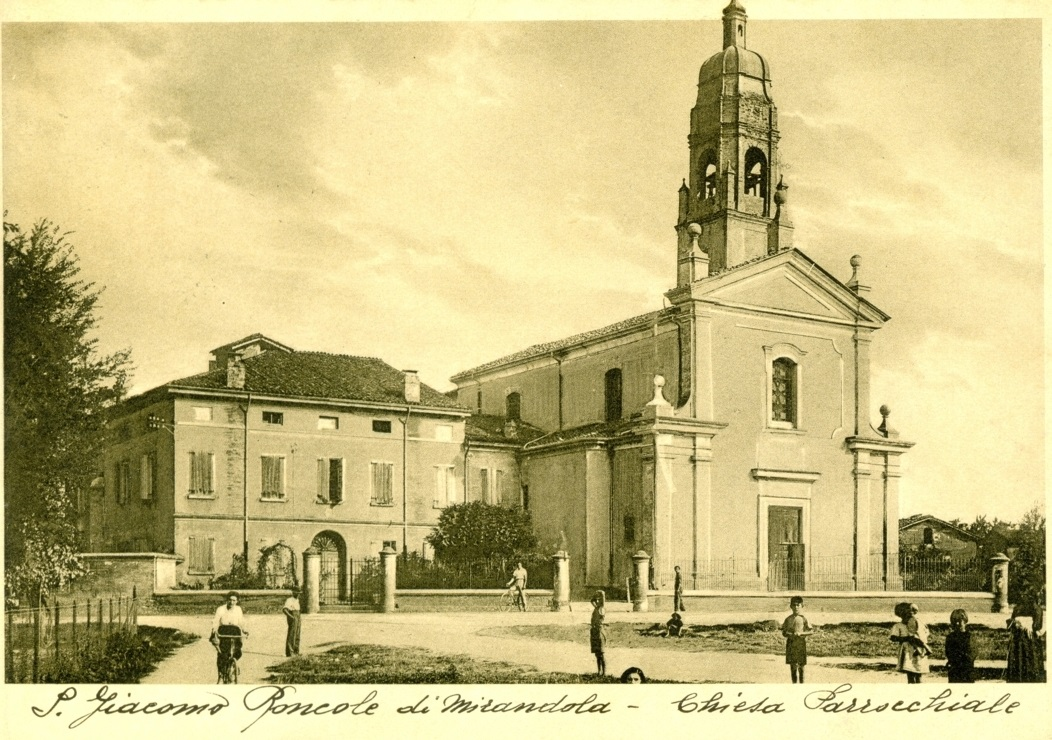
San Giacomo Roncole (Mirandola)

Le riprese della Fiction si sono svolte in Italia a Carpi, San Felice sul Panaro, Mirandola, Modena. Parte delle scene sono state girate in Bulgaria. Hanno partecipato alle riprese 100 attori tra italiani e bulgari, 1500 figuranti e sono stati utilizzati 700 costumi di varie epoche. Le riprese si sono concluse nei pressi di Grosseto dove attualmente è attiva la comunità di Nomadelfia, dove vivono circa 50 famiglie, 350 persone che come le prime comunità cristiane mettono ogni bene in comune, accolgono bambini in affido, non adoperano il denaro, lavorano e studiano nella cittadella dell'Utopia.

## Trama
Zeno Saltini, presidente della Federazione della Gioventù Cattolica di Carpi, si sta per laureare in giurisprudenza con l'obiettivo di difendere i più deboli. Il vescovo, Monsignor Giovanni Pranzini, che lo conosce e lo stima, è invece convinto che la sua strada sia il sacerdozio. Zeno resiste, ma è inquieto.
Dopo l'incontro con un gruppetto di bambini condannati dalla miseria alla strada, al furto, al riformatorio, Zeno cade in crisi. Il pensiero di difendere i poveri come avvocato non gli basta più, capisce che Dio lo chiama al sacerdozio.

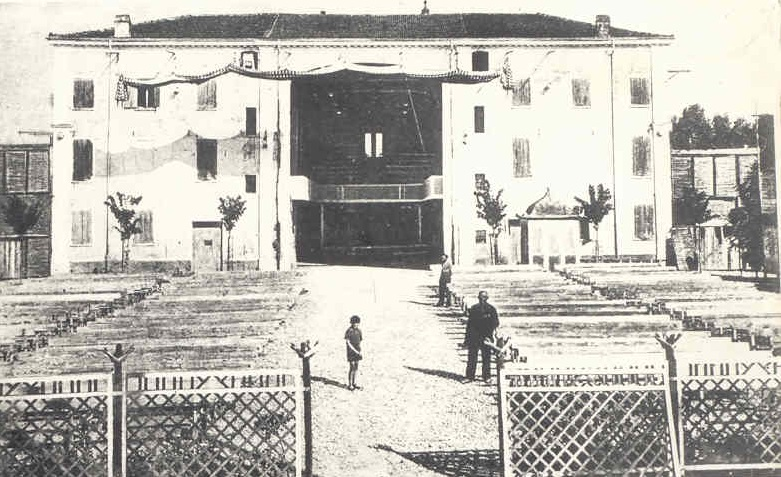
Il teatro-cinema all'aperto di San Giacomo Roncole

Una volta uscito dal seminario, gli viene assegnata la parrocchia di un paesino del modenese, San Giacomo Roncole. Ben presto don Zeno conquista la popolazione con azioni innovative che hanno la forza di coinvolgere tutti (non solo i fedeli) come il cinematografo. Prende a vivere con sé quei ragazzi che la miseria ha costretto alla rassegnazione di un destino segnato. Il paese gli è vicino, e cerca di aiutarlo come può.
Ma i tempi sono duri, l'Italia è in piena crisi economica, e il sostegno dei paesani non basta più a mantenere i bambini. Don Zeno fa debiti su debiti, mentre i suoi discorsi lo rendono inviso all'autorità fascista. Dopo l'ennesimo sequestro dell'ufficiale giudiziario, don Zeno tenta il tutto per tutto appellandosi alla Carità evangelica contro l'indifferenza dello Stato. La risposta non tarda a giungere: don Zeno viene convocato in Questura, su di lui incombe la minaccia del tribunale speciale. Ma riesce a scampare ad una condanna e torna a San Giacomo Roncole.
È l'anno 1943 e l'Italia è sotto i bombardamenti. Don Zeno ha continuato a raccogliere i "ragazzi abbandonati". I suoi primi figli sono cresciuti e si prendono cura dei più piccoli. Ma il sacerdote capisce che i ragazzi hanno bisogno di una figura materna. Il suo desiderio viene esaudito da Irene: una ragazza di appena diciotto anni che si offre per fare da mamma a quei bimbi. A Irene si aggiungono presto altre ragazze.
La gente del paese si impegna a mantenere i figli dell'abbandono: nasce l'unione dei capifamiglia. Don Zeno sta realizzando a poco a poco il suo sogno di solidarietà. Ma un grande dolore lo attende: il vescovo Pranzini, suo mentore, muore poco prima dell'8 settembre.
In Italia scoppia la guerra civile e sul sacerdote viene messa una taglia dai nazisti. Don Zeno è costretto a mettersi al sicuro passando le linee.
Nel 1945 avviene la liberazione dell'Italia. Don Zeno può rientrare a San Giacomo Roncole, dove però deve piangere la morte di cinque suoi figli. Ma è necessario ricostruire: tanti orfani di guerra chiedono a don Zeno di poter sperare ancora. Il sacerdote propone ai capifamiglia di formare una vera comunità cristiana, in cui tutto venga messo in comune. Molti di quelli che l'avevano sempre seguito a questo punto si tirano indietro.

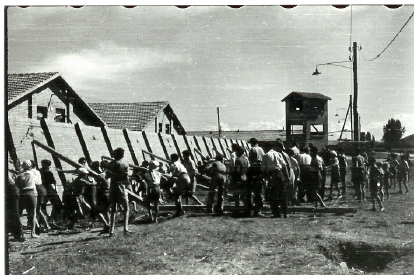
I Piccoli Apostoli abbattono i muri del campo di Fossoli

Nel 1948 nasce Nomadelfia, la città dove la fraternità è legge. Don Zeno viene ricevuto dal Papa Pio XII che gli promette solidarietà e ottiene dei finanziamenti dal neonato governo democristiano, dalla borghesia illuminata e dai alcuni progressisti.
Nomadelfia accoglie decine, centinaia di "scartini", i bimbi dei brefotrofi che nessuno vuole. La popolazione della giovane comunità cresce in modo esponenziale, e don Zeno, generoso e audace come sempre, fa debiti su debiti per poter soddisfare i bisogni della sua gente, ma non se ne cura, continua ad accogliere ragazzi abbandonati, i soldi non bastano mai, il campo di Fossoli è ormai diventato troppo piccolo. Alla fine si troverà contro Stato e Chiesa. Pur di portare avanti la sua missione, don Zeno chiede la riduzione allo stato laicale e riesce così a salvare la Comunità di Nomadelfia.
Nel 1962 la Santa Sede annulla la riduzione allo stato laicale e restituisce a don Zeno la tanto amata tonaca. Giovanni Paolo II in visita a Nomadelfia, elogia solennemente la missione di don Zeno Saltini, per essere riuscito a costruire una comunità cristiana unica al mondo.

## Commenti aLa storia siamo noi
In concomitanza con l'uscita della fiction La Storia siamo noi ha dedicato una puntata di temi di approfondimento con gli interventi di personalità che potevano portare testimonianze sulla figura di don Zeno. Si è dato largo spazio ai contributi del biografo Antonio Saltini, autore di Don Zeno il sovversivo di Dio.